# Wilhelm Dietrich Iversen
Wilhelm Dietrich Iversen, auch Willi Iversen oder Willy Iversen, (* 14. August 1879 in Munkbrarup; † 28. Juni 1939 ebenda) war ein deutscher Landwirt und Politiker.

## Leben
Wilhelm Dietrich Iversen war das älteste von acht Kindern von Heinrich Iversen (* 19. Oktober 1848 in Sörupmühle; † 12. Juli 1927 in Munkbrarup) und dessen Ehefrau Katharina, geborene Henningsen (* 22. Februar 1854 in Kalleby; † 15. Mai 1939 in Flensburg). Der Vater arbeitete als Hauptlehrer und Organist, galt als bekannter Dichter und Religionsphilosoph. Er betrieb auf seinem „Küsterland“ Subsistenzwirtschaft, beherrschte Klavier-, Geigen- und Orgelspiel, übernahm das Dirigat des Gesangsvereins und schrieb Kompositionen. Außerdem gehörte er dem Vorstand der Spar- und Darlehnskasse an und gründete den Landwirtschaftlichen Verein Munkbrarups mit.
Wie seine Geschwister besuchte Iversen die väterliche Volksschule. Danach lernte er auf Höfen befreundeter Landwirte und absolvierte einen freiwilligen Militärdienst bei den Gardeschützen. Danach arbeitete er als fortschrittlicher und aufgeschlossener Landwirt. Anfang des 20. Jahrhunderts unterhielt er mit modernen Methoden einen benachbarten Hof, den der Vater mit einem hohen Kredit erworben hatte. Der Hof befand sich zur Zeit des Kabinetts Caprivi in einem äußerst schlechten Zustand. Um das Anwesen entschulden und aufbauen zu können, bemühte sich Iversen um zusätzliche Einnahmen.
1907 reiste Iversen ohne Fremdsprachenkenntnisse erstmals nach Russland, wo er Zuchtvieh aus Angeln verkaufen wollte. Er scheiterte im Baltikum aufgrund der Konkurrenz der Schweden. Danach reiste er nach Südrussland und insbesondere nach Bessarabien, wo deutsche Kolonialisten lebten, für die er sich besonders interessierte. Daher nahm er bei seinen Reisen stets das Handbuch des Vereins für das Deutschtum im Ausland mit. Hinzu kamen Reisen in die Ukraine und auf die Krim. Dabei erzielte er große Umsätze. Bei der Weltausstellung im Frühjahr 1914 in Kiew gewann er sämtliche Gold- und Silbermedaillen für ausländisches Zuchtvieh, konnte jedoch an diesen Erfolg aufgrund des Ausbruchs des Ersten Weltkriegs nicht anknüpfen.
Während des Krieges arbeitete Iversen als Sachverständiger für das Kriegsministerium. Dabei erweiterte er die Geschäftsbeziehungen mit Holland. Außerdem kaufte er im Auftrag des Ministeriums auf dem Balkan Vieh an, das an die Westfront geliefert wurde. Dabei hatte er große Probleme, insbesondere mit Rumänen, konnte die Versorgung der Soldaten jedoch erfolgreich einrichten.
Iversen, der den Hof bis Lebensende selbst bewirtschaftete, starb dort bei einem Arbeitsunfall.

## Wirken als Politiker
Nach Kriegsende arbeitete Iversen als Ernährungskommissar anlässlich der Volksabstimmung in Nordschleswig. In dieser Zeit vertrat er von 1919 bis 1921 die Schleswig-Holsteinische Landespartei in der Verfassunggebenden Preußischen Landesversammlung und erhielt bei der Wahl zum Preußischen Landtag 1928 ein Mandat der Deutschen Volkspartei.
Iversen übernahm von Professor Scheel den Vorsitz des Schleswig-Holsteinischen Heimatbundes und stand dem Bauernverein vor. Um beide Posten hatte er sich nicht aktiv beworben. Seine Berufung kann daher als Zeichen der Anerkennung seines sachlichen Vorgehens gesehen werden. Da er Bildung als Voraussetzung für eine erfolgreiche berufliche Tätigkeit ansah, setzte er sich dafür ein, die Volkshochschulen für Bauern zu erweitern. Außerdem engagierte er sich für die Pflege des Volkstums und die Kultur Schleswig-Holsteins.
Iversen gewann aufgrund seiner Persönlichkeit und der sachlichen und nüchternen Einschätzung der politischen Situation Freunde in allen Parteien. Dazu gehörten Innenminister Carl Severing und Gustav Stresemann. Ab 1928 sah er sich dem Widerstand der NSDAP ausgesetzt, die er scharf kritisierte. Er besuchte, meist als einziger Kritiker, Veranstaltungen der Partei und beendete seine Redebeiträge zumeist mit der Aussage: „Wer Hitler wählt, wählt den Krieg!“ Am 28. Juni 1931 hielt er die sogenannte Knivsbergrede, in der er für verbesserte Beziehungen zu Dänemark eintrat und an die Selbstverantwortung seiner Zuhörer appellierte. „Nur die Zucht aller Guten und Tapferen kann uns Rettung und Heilung bringen“, so Iversen.
Gerhard Stoltenberg schrieb 1962 in seiner Habilitation Politische Strömungen über die Knivsbergrede: „Solche Worte fand ein schleswig-holsteinischer Bauer in der Zeit der Verwirrung und des Umbruchs... Worte, die wir heute nicht ohne Bewegung gleichermaßen als Ausdruck einer hier noch lebendigen geistigen Tradition der freiheitlichen Verfassungsbewegung des 19. Jahrhunderts, wie als frühes Erahnen der uns nach der Katastrophe des Zweiten Weltkrieges bewusst gewordenen deutschen und europäischen Aufgaben der Gegenwart empfinden.“
Nach der Machtergreifung musste Iversen alle Ämter niederlegen. Die Nationalsozialisten durchsuchten wiederholt sein Haus und versuchten, sein öffentliches Wirken vollständig zu unterbinden. Bis Lebensende hielt er an seiner sachlichen Kritik der politischen Situation fest.

## Familie
Iversen war in erster Ehe verheiratet mit Margarete Dorothea Nissen (* 7. März 1883 in Groß-Quern; † 23. März 1919 in Flensburg), mit der er drei Kinder hatte. In zweiter Ehe heiratete er Katharine Peters (* 1. August 1890; † 28. Oktober 1948). Aus dieser Ehe gingen zwei Kinder hervor.